# Rudi Georgi
Rudi Georgi (Bockau, 1927. december 25. – 2020. március 18.) német politikus.
1973 és 1989 közt az NDK minisztertanácsának alacsonyabb rangú tagja volt, egy volt az egyszerre akár 15 miniszter közül, akik a különböző ipari ágazatokért feleltek. Georgi posztjának megnevezése „szerszámgépipari miniszter” volt.

## Művei
- Erfahrungen und Schlußfolgerungen aus der Arbeit der VVB Eisen-, Blech-, Metallwaren zur Steigerung der Arbeitsproduktivität, Berlin 1963
- Erfahrungen bei der Zusammenarbeit zwischen Ministerien und Kombinaten zur Erschließung qualitativer Wachstumsfaktoren, Berlin-Rahnsdorf 1981